# Toghmak
Toghmak (o Tokmak) fou una antiga ciutat de les que gairebé no queden ruïnes a uns 20 km de la moderna ciutat de Tokmok al Kirguizstan, prop del riu Txu. Els russos hi van establir una fortalesa anomenada Khokandian el 1860. La ciutat de Tokmok tenia al segle xix 800 habitants russos. Els mongols donaven a vegades el nom de Toghmak al kanat de Quiptxaq; Ssanang Setzen, autor d'una geografia, dona el nom de Toghmak a Coràsmia però parla de Jotxi com a kan de Toghmak i esmenta al governant de Toghmak el 1453 com a descendent de Jotxi. Abd al-Razzak al descriure la campanya de Tamerlà al Quiptxaq el 1391 anomena a la població del kanat com toghmaks. Howorth diu no obstant que els mongols la devien rebatejar Kenchuk.